# The Other 48 Days (Izgubljeni)
"The Other 48 Days" je sedma epizoda druge sezone televizijske serije Izgubljeni i sveukupno 32. epizoda kompletne serije. Režirao ju je Eric Laneuville, a napisali su je Damon Lindelof i Carlton Cuse. Prvi puta se emitirala 16. studenog 2005. godine na televizijskoj mreži ABC. 
Za razliku od prethodnih epizoda u kojima se radnja iz prošlosti odvijala prije pada zrakoplova Oceanic 815, u ovoj se epizodi radnja fokusira na preživjele iz repa aviona prikazujući događaje koji su doveli do prethodne epizode - "Abandoned". 

## Radnja
Rep aviona leta Oceanic 815 pada u vodu, malo dalje od obale, a preživjeli uspijevaju doplivati do otoka. Mr. Eko izvlači mladu djevojku Emmu iz vode, a Ana Lucia Cortez joj daje umjetno disanje i na taj način joj spasi život. Ana i Eko zajedno pomažu još nekim ljudima, ostavljajući djevojčicu i njezinog brata u rukama Cindy Chandler. Libby pomaže čovjeku - kasnije ćemo saznati da je njegovo ime Donald - koji ima slomljenu nogu. Drugi čovjek istrčava iz džungle i govori da je netko živ u džungli. Muškarac, "Goodwin", dovodi Anu do Bernarda koji visi s drveta. Ana ga uskoro spašava, a za to vrijeme na plaži Goodwin pali signalnu vatru. Te noći troje odraslih ljudi oteto je, a Eko ubija dvojicu "Drugih" s kamenom kada pokušaju oteti i njega. On od te noći odbija govoriti s bilo kim. Unatoč tom incidentu, nitko ne uspijeva organizirati noćnu stražu.
U razdoblju od drugog do četvrtog dana, troje preživjelih umru od posljedica svojih ozljeda. Jedan od preživjelih, Nathan, predloži ostanak na plaži pa se s tim svi slože. Petog dana Donald umire od posljedica ozljede noge i ostali ga zakopaju. Dvanaestog dana ponovno se pojavljuju Drugi koji ovaj put otmu devetero ljudi, uključujući Emmu i njezinog brata Zacka (za kojeg se ispostavlja da je to onaj isti dječak kojeg su Mr. Eko i Jin vidjeli skrivajući se u grmlju u epizodi "...And Found"). Ana uspijeva ubiti jednog od Drugih za kojeg se otkriva da nosi stari američki vojni nož, a kod kojeg također pronađu i listu s popisom devetero otetih ljudi skupa s njihovim opisima. Dok pokušavaju otkriti što se dogodilo raspravljaju i o mogućnosti da se netko infiltrirao među njih kao i o želji odlaska s plaže.
Preživjeli odluče krenuti u džunglu. Naprave kamp u blizini izvora svježe vode i drveća s hranom. Ana iskopa rupu koju pretvara u kavez. Nakon što završi, onesvijesti Nathana i baca ga u rupu. Ispituje ga, čvrsto uvjerena da je on jedan od onih koji su oteli djecu, a sve zbog toga što nije mogao objasniti gdje se nalazio u vrijeme otmice te zbog toga što se nitko drugi ne sjeća da ga je vidio u avionu tijekom leta. Na upit odakle dolazi, on odgovara da je iz Kanade - iste zemlje odakle je tvrdio Ethan Rom da dolazi. Ana ga počinje izgladnjivati, uporna u nakani da otkrije gdje se nalaze djeca, ali Mr. Eko mu potajno daje hranu dok ova ne gleda. Ana govori Goodwinu da namjerava početi mučiti Nathana sljedeći dan. Te iste noći Goodwin oslobađa Nathana upozoravajući ga na Anin plan; kada Nathan poželi pobjeći, Goodwin mu lomi vrat te na taj način gledateljima otkriva da je on taj koji se infiltrirao. Preživjeli ponovno krenu u istraživanje i uskoro otkrivaju još jedan bunker označen znakovima Dharma Inicijative, ovaj put sa strijelom na vratima. Unutar prostorije pronalaze stakleno oko, Bibliju i radio. Goodwin i Ana odlaze na visoko tlo kako bi pokušali uloviti signal, a dok se tamo nalaze Ana mu otkriva da zna da je on jedan od Drugih zbog toga što je prvog dana nesreće izlezio iz džungle obučen u potpuno suhu odjeću deset minuta nakon pada aviona. Goodwin priznaje da je ubio Nathana, a argumentira da su svi koji su oteti bili "dobri ljudi" te da Nathan nije bio na listi zbog toga što on "nije dobra osoba". Njih dvoje se potuku, a nakon kotrljanja brdašcem na kojem se nalaze, Ana ubija Goodwina zabijajući mu veliki štap u torzo. 
Ana se vraća k ostalima preživjelima i govori im da su sada sigurni. Četrdeset i prvog dana Bernard uhvati na svom radiju signal od Boonea te mu odgovara da su oni preživjeli s leta Oceanic 815. Prije nego što se njihova konverzacija može nastaviti, Ana gasi radio i upozorava ostale da su to Drugi. Nakon toga odlazi plakati, a Eko joj govori da će sve biti u redu. Ona mu odgovara da mu je četrdeset dana trebalo da progovori na što joj od odgovara da je njoj trebalo četrdeset dana da zaplače. Uskoro potom Cindy i Libby pronalaze onesviještenog Jina na obali. Nakon što ga izvuku, vežu mu ruke i stavljaju povez na oči te pokušavaju otkriti tko je on. Dok se Eko i Ana Lucia svađaju, Jin se oslobađa i bježi prema plaži.
Ostatak epizode sastoji se od montažne sekvence događaja koje smo već vidjeli od epizode "Orientation" do epizode "Abandoned", uključujući prihvaćanje preživjelih iz repa aviona Jina, Sawyera i Michaela, Sawyerovo padanje na zemlju zbog ozljede, Cindyjino slušanje šaptova u džungli prije nego što je "oteta" te ubojstvo Shannon od strane Ane Lucije.

## Gledanost
Epizodu The Other 48 Days gledalo je 21.87 milijuna Amerikanaca.

## Vanjske poveznice
- "The Other 48 Days"  Arhivirana inačica izvorne stranice od 24. siječnja 2013. (Wayback Machine) na ABC-u